# فرانک پاول
فرانک پاول (انگلیسی: Frank Powell) بازیگر و کارگردان اهل کانادا است.
از فیلم‌هایی که وی در آن نقش داشته است، می‌توان به محتکر گندم و ماجرای یک ابله اشاره کرد.